# Karl Pohlig
Karl Pohlig (ur. 10 lutego 1858 w Cieplicach w Czechach, zm. 17 czerwca 1928 w Brunszwiku) – niemiecki dyrygent, pianista i kompozytor.

## Życiorys
Studiował grę na wiolonczeli i fortepianie w Weimarze; był uczniem Ferenca Liszta, z którym wyjechał do Budapesztu i Rzymu. Przez krótki czas wykładał pianistykę w konserwatorium w Sondershausen. W latach 1885–1888 był nauczycielem w szkole muzycznej w Rydze, gdzie często koncertował. Odbył pianistyczne tournée do Niemiec, Austrii, Skandynawii i Włoch. Dyrygował orkiestrami w londyńskim Covent Garden (1897–1898) i w Hamburgu, był kapelmistrzem w Coburgu i Grazu, pełnił funkcję asystenta pierwszego dyrygenta Gustava Mahlera w Operze Wiedeńskiej, a w latach 19000–1907 był kapelmistrzem dworskiej orkiestry w Stuttgarcie.
W 1907 wyjechał do USA, gdzie otrzymał stanowisko dyrektora muzycznego Orkiestry Filadelfijskiej, które sprawował do 1912. Poszerzył repertuar orkiestry i zaprosił Siergieja Rachmaninowa do współpracy z orkiestrą w charakterze dyrygenta gościnnego. Pohlig jednak nie cieszył się sympatią publiczności, uznaniem krytyki, ani szacunkiem członków orkiestry, a po ujawnieniu jego pozamałżeńskiego romansu z sekretarką odszedł z zajmowanego stanowiska na rok przed upływem kontraktu. Podjął jednak czynności prawne w celu uzyskania odpowiedniej odprawy.
Po powrocie do Niemiec pracował w Hamburgische Staatsoper, a w latach 1914–1922 był dyrektorem muzycznym Staatstheater Braunschweig.
Pohlig był cenionym interpretatorem utworów Richarda Wagnera. Jako kompozytor pozostawił po sobie dwie symfonie, dwa poematy symfoniczne, trio fortepianowe, utwory na fortepian oraz pieśni chóralne (w tym Per Aspera, ad Astra, 1902) i z towarzyszeniem fortepianu.